# 4769 Castalia
Castalia è un asteroide di diametro medio di circa 1,4 km della categoria Near-Earth, asteroidi la cui orbita è vicina a quella della Terra, scoperto da Eleanor F. Helin il 9 agosto 1989.
Il suo nome, da non confondere con quello quasi simile dell'asteroide della fascia principale 646 Kastalia, si riferisce all'omonima ninfa, della mitologia greca.
Utilizzando il radiotelescopio di Arecibo (Porto Rico) è stato possibile ottenere un modello virtuale dell'oggetto. Tali dati sono stati ottenuti quando l'asteroide si trovava a meno di 5,6 milioni di km dalla Terra. La sua forma particolare è dovuta al fatto che un tempo i due lobi dell'asteroide erano oggetti separati venuti in contatto con una leggera collisione. La sua lunghezza complessiva si aggira intorno ai 1,8 km e il diametro dei suoi lobi misura all'incirca 750 m.